# Пёстроногие моли
Пёстроногие моли (лат. Stathmopodidae) — семейство бабочек.

## Описание
Небольшие бабочки с размахом крыльев 7-30 мм. Отличаются характерными розетками из длинных жёстких щетинок на вершинах голеней и члеников лапок задних ног и характерной позой покоя, в которой задние ноги у большинства видов подняты почти перпендикулярно поверхности субстрата, на котором сидит бабочка. Голова покрыта плотно прилегающими чешуйками, иногда с более или менее выраженным лобным валиком. Губные щупики длинные, тонкие, серповидно загнуты наверх. Усики иногда с гребнем торчащих чешуек (подсемейство Atkinsoniinae). У самцов усики часто имеют длинные редкие реснички (подсемейство Stathmopodinae). Передние крылья узколанцетовидные или линейные, относительно ярко окрашенные. Задние крылья у́же передних, с частично редуцированным жилкованием. Тергиты брюшка имеют поперечные ряды мелких шипиков на своём заднем крае.
Для гусениц характерно прокладывание на поверхности или внутри их пищевого субстрата шелковинных трубчатых ходов. Гусеницы питаются древесными формами цветковых растений из подклассов Hamamelididae, Dilleniidae, Rosidae и Arecidae — преимущественно цветками, семенами, мякотью плодов. Иногда гусеницы встречаются в спорангиях папоротников или на растительных остатках. Также отмечены случаи хищничества гусениц в колониях червецов и щитовок. Некоторые виды известны как вредители плодов культурных растений: инжира, хурмы японской, грецкого ореха, рожкового и кофейного дерева.

## Ареал и численность видов
Распространение семейства преимущественно тропическое, в умеренных широтах представлены небольшим числом видов.
В мировой фауне 16 родов и около 300 видов, в России 7 родов и 12 видов.

## Систематика
- Actinoscelis Meyrick, 1912
- Aeoloscelis Meyrick, 1897
- Arauzona Walker, [1865]
- Atrijuglans Yang, 1977
- Calicotis Meyrick, 1889
- Cuprina Sinev, 1988
- Dolophrosynella Fletcher, 1940
- Ethirastis Meyrick, 1921
- Eudaemoneura Diakonoff, 1948
- Hieromantis Meyrick, 1897
- Lamprystica Meyrick, 1914
- Minomona Matsumura, 1931
- Molybdurga Meyrick, 1897
- Mylocera Turner, 1898
- Neomariania Mariani, 1943
- Oedematopoda Zeller, 1852
- Pachyrhabda Meyrick, 1897
- Phytophlops Viette, 1958
- Pseudaegeria Walsingham, 1889
- Snellenia Walsingham, 1889
- Stathmopoda Herrich-Schäffer, 1853
- Thylacosceles Meyrick, 1889
- Thylacosceloides Sinev, 1988
- Tinaegeria Walker, 1856
- Tortilia Chrétien, 1908
- Trychnopepla Turner, 1941
- Ursina Sinev, 1988